# Бочек Петро Семенович
Бочек Петро Семенович (у нагородному листі — Бачок) (1925—2018)  молодший лейтенант Радянської Армії, полковник міліції, учасник Німецько-радянської війни, Герой Радянського Союзу (1945).

## Біографія
Петро Бочок народився 3 березня 1925 року в селі Ображіївка (тепер — Шосткинський район Сумської області України) в робітничій сім'ї. У 1940 році закінчив сім класів школи, у 1942 році — ремісниче училище в Новосибірську. Працював слюсарем-складальником на Новосибірському заводі. У листопаді 1943 року був призваний на службу в Робітничо-селянську Червону Армію. З січня 1944 року — на фронтах Другої Світової війни. Брав участь у боях на 1-му Білоруському фронті, двічі був поранений. До серпня 1944 року гвардії сержант Петро Бочок командував відділенням 76-го гвардійського стрілецького полку 27-ї гвардійської стрілецької дивізії 4-го гвардійського стрілецького корпусу 8-ї гвардійської армії 1-го Білоруського фронту. Відзначився під час форсування Вісли.
1 серпня 1944 року, переправившись у складі групи через Віслу в районі міста Магнушев (Польща), Бочок захопив плацдарм на західному березі річки, який утримував до підходу підкріплень. У бою він знищив вогневу точку і кілька ворожих солдатів.
Указом Президії Верховної Ради СРСР від 24 березня 1945 року за мужність і відвагу, виявлені під час форсування Вісли й утримання захопленого плацдарму гвардії сержант Петро Бочок був удостоєний високого звання Героя Радянського Союзу з врученням ордена Леніна і медалі «Золота Зірка» за номером 5867.
У 1944 році Бочок закінчив курси молодших лейтенантів. Брав участь у визволенні Познані, штурмі Берліна. Після закінчення війни продовжив службу в Радянській Армії. З 1948 року служив в органах МВС СРСР, дослужився до звання полковника міліції. У 1954 році вступив у КПРС. У 1960 році закінчив юридичний факультет Львівського державного університету. Останні роки життя жив у місті Львові.
Помер 9 лютого 2018 року. Похований на 6 а полі Голосківського кладовища у місті Львів.

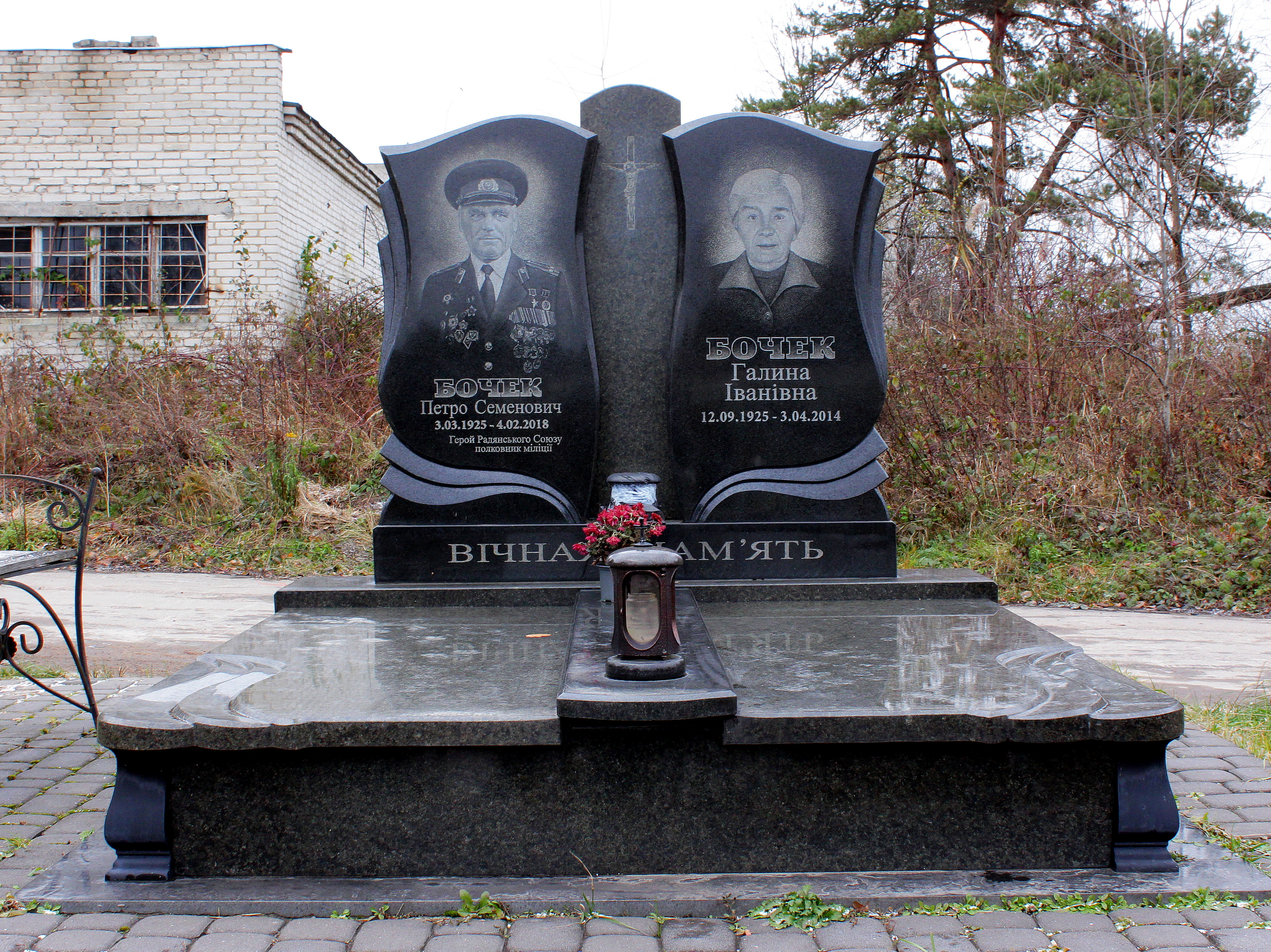

## Нагороди та звання
- Герой Радянського Союзу.Указ Президії Верховної Ради СРСР від 24 березня 1945 року:
  - Орден Леніна № 28300 ,
  - Медаль «Золота Зірка» № 5867.
- Вітчизняної війни I ступеня. Указ Президії Верховної Ради СРСР від 11 березня 1985 року.
- Слави III ступеня № 94259.
- Медаль «За перемогу над Німеччиною у Великій Вітчизняній війні 1941—1945 рр.». Указ Президії Верховної Ради СРСР від 9 травня 1945 року.
- Медалі СРСР[які?].

- Нагороди України:
  - «За заслуги» III ступеня.
  - Орден «За мужність» III ступеня. Указ Президента України № 1329/99 від 14 жовтня 1999 року (?).
  - Медаль «Захиснику Вітчизни». Указ Президента України № 1329/99 від 14 жовтня 1999 року.

- Почесний громадянин Познані.

## Вшанування пам'яті
- На честь Петра Бочека названа Вулиця Петра Бочека у його рідному селі Ображіївка.
- Пам'ятник Івану Кожедубу і Петру Бочеку встановлено у їхньому рідному селі Ображіївка.